# La famiglia Manzoni
La famiglia Manzoni è una biografia, scritta da Natalia Ginzburg e pubblicata nel 1983.

## Trama e composizione
L'autrice narra le vicende della famiglia Manzoni evidenziando lo scrittore de I Promessi Sposi non come grande poeta, bensì come un cattivo padre e con atteggiamenti negativi causati dal continuo e conflittuale rapporto con il nonno. Utilizzando fonti come diari, lettere, memorie autentiche, l'autrice compone questo libro sul modello del romanzo epistolare. Il primo capitolo, ad esempio, è dedicato alle lettere di Giulia Beccaria, madre di Manzoni, e alla sua vita.
La Ginzburg non indaga sullo scrittore come autore, ma come componente della famiglia. Alessandro Manzoni è il protagonista del libro, ma nessun capitolo è dedicato a lui soltanto; egli appare qui il filo conduttore, che appare e scompare, attraverso la storia delle mogli, dei figli e delle figlie. Nei capitoli si succedono i vari personaggi, dalla celebre madre Giulia Beccaria fino al figliastro Stefano Stampa, che morirà nel 1907. Presenti, poi, anche i riferimenti alle morti dei figli di Manzoni, le quali vengono descritte con un'aura di disperazione mista a pena. Nella semplice successione dei fatti scorrono le vite di ognuno, in modo da lasciare alla storia il compito di spiegarsi da sola.

## Critica
L'autrice compì diverse ricerche per far sì che la sua opera non fosse solo un romanzo, ma un lavoro biografico quanto più aderente alla realtà storica. Nell'introduzione al libro essa dichiara esplicitamente di aver collaborato con diversi studiosi: inizialmente con Cesare Garboli, come confidente dell'autrice stessa, che, quindi l'aveva seguita nel lavoro di ideazione e stesura; inoltre ringrazia le addette della Biblioteca Nazionale Braidense Letizia Pecorella e Maria de Luca; Jone Caterina Riva del Centro studi manzoniani e Annamaria Giorgetti Vichi, direttrice della Biblioteca Nazionale Centrale di Roma. Per quanto riguarda le ricerche condotte sulla bibliografia specifica, la Ginzburg afferma di aver consultato l'opera di Donata Chiomenti Vassalli, dalla quale ha tratto ispirazione, oltre ad aver collaborato con l'autrice stessa per la realizzazione del suo elaborato.
Con tono imparziale e distaccato, ciò che emerge da questo "romanzo" storico è il carattere di un Manzoni moderno, ma anche lunatico, ambivalente, pieno di fobie.
Il protagonista di questa lunga storia famigliare non volevo fosse Alessandro Manzoni. Una storia famigliare non ha un protagonista; ognuno dei suoi membri è di volta in volta illuminato e risospinto nell'ombra. Non volevo che egli avesse piú spazio degli altri; volevo che fosse visto di profilo e di scorcio, e mescolato in mezzo agli altri, confuso nel polverio della vita giornaliera. E tuttavia egli domina la scena; è il capo-famiglia; e gli altri certo non hanno la sua grandezza. E d'altronde egli appare piú degli altri strano, tortuoso, complesso...»
(Natalia Ginzburg)